# Бхола (город)
Бхола (бенг. ভোলা) — город на юге Бангладеш, административный центр одноимённого округа. Площадь города равна 12,16 км². По данным переписи 2001 года, в городе проживало 39 964 человека, из которых мужчины составляли 52,39 %, женщины — соответственно 47,61 %. Уровень грамотности взрослого населения составлял 63,9 % (при среднем по Бангладеш показателе 43,1 %).